# جون یه سو
جون یه سو (کره‌ای: 전예서؛ زادهٔ ۲۶ ژوئیه ۱۹۸۱) بازیگر اهل کره جنوبی است.

## فیلم‌شناسی

### فیلم
| سال  | عنوان                   | نقش           | توضیحات                            |
| ---- | ----------------------- | ------------- | ---------------------------------- |
| –    | زیباترین پیک‌نیک جهان    | نویسنده مستند | منتشر نشده، فیلم‌برداری شده در ۲۰۱۰ |
| ۲۰۰۲ | تو کیستی؟               |               |                                    |
| ۲۰۰۳ | فراری                   |               | فیلم کوتاه                         |
| ۲۰۰۳ | شناور در هوا            |               | فیلم کوتاه                         |
| ۲۰۰۵ | تغییرات احتمالی         |               |                                    |
| ۲۰۱۳ | ملاقات با یک همدم زندگی |               | فیلم کوتاه                         |
| ۲۰۱۶ | یک مرد و یک زن          | هیو سون       |                                    |

### مجموعه تلویزیونی
| سال  | عنوان                                    | نقش                                      | شبکه    |
| ---- | ---------------------------------------- | ---------------------------------------- | ------- |
| ۲۰۰۳ | جواهری در قصر                            |                                          | ام‌بی‌سی  |
| ۲۰۰۴ | دریاسالار جاوید یی سون شین               | چونگ هیانگ                               | کی‌بی‌اس۱ |
| ۲۰۰۵ | تی‌وی ناول: ایستگاه زادگاه                | چه سون کیونگ                             | کی‌بی‌اس۱ |
| ۲۰۰۶ | دراما سیتی «چون‌یونگ»                     |                                          | کی‌بی‌اس۲ |
| ۲۰۰۷ | دراما سیتی «پیام آور مرگ با فراموشی»     |                                          | کی‌بی‌اس۲ |
| ۲۰۰۷ | شیطان                                    | اوه سونگ هی                              | کی‌بی‌اس۲ |
| ۲۰۰۷ | بل                                       | اوه هیانگ سوک                            | کی‌بی‌اس۱ |
| ۲۰۰۸ | تیم تحقیقات ویژه زندگی                   | یون جی اون (حضور افتخاری، قسمت‌های ۹، ۱۰) | ام‌بی‌سی  |
| ۲۰۱۰ | تاجر بزرگ                                | بک جو ره                                 | کی‌بی‌اس۱ |
| ۲۰۱۰ | درامای ویژه کی‌بی‌اس «تگزاس هیت»           |                                          | کی‌بی‌اس۲ |
| ۲۰۱۰ | درامای ویژه کی‌بی‌اس «فقط بگو»             | هام که شین                               | کی‌بی‌اس۲ |
| ۲۰۱۱ | عروس‌های شکست ناپذیر                      | پارک سه ریونگ                            | ام‌بی‌سی  |
| ۲۰۱۲ | درامای ویژه کی‌بی‌اس «دروازه نادوگانگی»    | هه جونگ                                  | کی‌بی‌اس۲ |
| ۲۰۱۲ | درامای ویژه کی‌بی‌اس «زیباترین لحظه‌های من» | لی شین ئه                                | کی‌بی‌اس۲ |
| ۲۰۱۳ | خدمتکار مشکوک                            | نویسنده کوان (حضور افتخاری)              | اس‌بی‌اس  |
| ۲۰۱۴ | جون دو جون                               | بانو جانگ                                | کی‌بی‌اس۱ |
| ۲۰۱۵ | همسایه جذاب                              | سو بونگ هی                               | اس‌بی‌اس  |
| ۲۰۱۷ | مدیر خوب                                 | همسر رئیس لی                             | کی‌بی‌اس۲ |
| ۲۰۱۸ | هنوز ۱۷                                  | کیم هیون جین                             | اس‌بی‌اس  |

## جوایز و نامزدی‌ها
| سال  | مراسم جوایز         | دسته                                                | نامزد / اثر                           | نتیجه    |
| ---- | ------------------- | --------------------------------------------------- | ------------------------------------- | -------- |
| ۲۰۰۶ | جوایز درامای کی‌بی‌اس | جایزه بازیگر برتر زن در یک درام تک قسمتی/ویژه/کوتاه | چون‌یونگ                               | نامزدشده |
| ۲۰۰۷ | جوایز درامای کی‌بی‌اس | جایزه بازیگر برتر زن در یک درام تک قسمتی/ویژه/کوتاه | پیام آور مرگ با فراموشی               | برنده    |
| ۲۰۱۲ | جوایز درامای کی‌بی‌اس | جایزه بازیگر برتر زن در یک درام تک قسمتی/ویژه/کوتاه | زیباترین لحظه‌های من، دروازه نادوگانگی | نامزدشده |